# Puławy (gemeente)
De gemeente Puławy is een landgemeente in het Poolse woiwodschap Lublin, in powiat Puławski.
De zetel van de gemeente is in Puławy.
Op 30 juni 2004 telde de gemeente 11 157 inwoners.

## Oppervlakte gegevens
In 2002 bedroeg de totale oppervlakte van gemeente Puławy 160,81 km², waarvan:
- agrarisch gebied: 51%
- bossen: 35%

De gemeente beslaat 17,24% van de totale oppervlakte van de powiat.

## Demografie
Stand op 30 juni 2004:
| Omschrijving                   | Totaal | Totaal | Vrouwen | Vrouwen | Mannen | Mannen |
| ------------------------------ | ------ | ------ | ------- | ------- | ------ | ------ |
| eenheid                        | aantal | %      | aantal  | %       | aantal | %      |
| inwoners                       | 11 157 | 100    | 5707    | 51,2    | 5450   | 48,8   |
| bevolkingsdichtheid (inw./km²) | 69,4   | 69,4   | 35,5    | 35,5    | 33,9   | 33,9   |

In 2002 bedroeg het gemiddelde inkomen per inwoner 1364,25 zł.

## Administratieve plaatsen (sołectwo)
Anielin, Borowa, Bronowice, Dobrosławów, Gołąb (sołectwa: Gołąb I en Gołąb II), Góra Puławska (sołectwa: Góra Puławska en Góra Puławska-Osiedle), Góra Puławska-Kolonia, Janów-Sosnów, Jaroszyn, Kajetanów, Klikawa, Kochanów, Kowala, Leokadiów, Łęka, Matygi, Niebrzegów, Nieciecz, Opatkowice, Pachnowola, Piskorów, Polesie, Skoki, Smogorzów, Tomaszów, Wólka Gołębska, Zarzecze.

## Aangrenzende gemeenten
Dęblin, Gniewoszów, Policzna, Puławy, Przyłęk, Ryki, Żyrzyn